# Polymyxa
Genre
Polymyxa est un genre de cercozoaires de la famille des Plasmodiophoridae.

## Liste d'espèces
Selon Catalogue of Life (2 octobre 2014) :
- Polymyxa betae
- Polymyxa graminis

Selon Index Fungorum (2 octobre 2014) :
- Polymyxa betae Keskin 1964
- Polymyxa graminis Ledingham 1939

## Liste des espèces et formes
Selon NCBI (2 octobre 2014) :
- Polymyxa betae
- Polymyxa graminis
  - forme Polymyxa graminis f. sp. temperata
  - forme Polymyxa graminis f. sp. tepida